# Terenura sicki
El tiluchí de Sick o tiluchí de vientre anaranjado (Terenura sicki), es una especie de ave paseriforme de la familia Thamnophilidae, una de las dos pertenecientes al género Terenura. Es endémico de una pequeña región en fragmentos de Mata Atlántica del noreste de Brasil y se encuentra en peligro crítico de extinción.

## Distribución y hábitat
Se encuentra junto a la costa átlántica del noreste de Brasil, estando su presencia limitada al este de los estados de Alagoas y Pernambuco.
Esta especie es rara y ahora muy local en su hábitat natural, el dosel y los bordes de fragmentos residuales de selvas húmedas tropicales o subtropicales. Entre los 200 y los 550 m de altitud.

## Descripción
El tiluchí de Sick es un pájaro pequeño, mide unos 10 cm de longitud y tiene el pico largo y recto. Los machos tienen las partes superiores negras salpicadas con pequeñas vetas blancas, mientras que sus partes inferiores son blanquecinas y presentan algunas rayitas negras en los laterales del pecho. Su cara presenta listas blancas y negras. Sus alas y su larga cola también son negras. Las hembras en cambio tienen toda la cabeza listada y su vientre es de color anaranjado que se hace amarillento en el pecho donde también tienen rayas en los laterales.

## Estado de conservación
En 2012, el tiluchí de Sick ha sido calificado como críticamente amenazado de extinción por la Unión Internacional para la Conservación de la Naturaleza, debido a que su población es extremadamente pequeña, con menos de 50 individuos maduros en cada una de las subpoblaciones de las ocho localidades donde ha sido registrado y con una población total estimada en 250 individuos maduros, y que continúa a declinar debido a la constante pérdida de hábitat.

## Sistemática

### Descripción original
La especie T. sicki fue descrita por primera vez por los ornitólogos brasileños Dante Luiz Martins Teixeira y Luiz Pedreira Gonzaga en 1983 bajo el mismo nombre científico; localidad tipo «Serra Branca, Murici, Alagoas, Brasil».

### Etimología
El nombre genérico femenino «Terenura» proviene del griego «terenos»: suave y «oura»: cola; significando «de cola suave»; y el nombre de la especie «sicki», conmemora al ornitólogo germano - brasileño Heinrich Maximilian Friedrich Helmut Sick (1910-1991).

### Taxonomía
Es pariente próxima a Terenura maculata de quien es considerada especie hermana. Son necesarios más estudios de características moleculares, vocales y otras que las puedan diferenciar. Es monotípica.